# Sofía Cancino de Cuevas
Sofía Cancino de Cuevas (29 de julio de 1897 – 16 de diciembre de 1982), fue una compositora, pianista, promotora de ópera, cantante y la primera directora de orquesta sinfónica mexicana.

## Biografía
Sofía Cancino de Cuevas nació en la Ciudad de México el 29 de julio de 1897. A los 22 años obtuvo el título de Profesora de Piano en la academia de Pedro Luis Ogazón. En 1932 ingresó en la Facultad de Música de la UNAM donde estudió canto con Consuelo Escobar de Castro y David Silva además de cursos complementarios de composición con Rafael J. Tello, Manuel M. Ponce y Julián Carrillo. En 1935 se estrenó el Adagio y el Allegro de su Primera Sinfonía en el Anfiteatro Simón Bolívar. 
En 1937 se iniciaron su presentaciones como intérprete tocando el Krönungskozert para piano y orquesta de Mozart y cantando diversas arias de ópera en la tesitura de mezzosoprano. Ese mismo año se estrenó su concierto para piano y orquesta. Al año siguiente debutó en el papel de Rosina en la ópera Il barbiere di Siviglia de Rossini en el Auditorio del Colegio Americano, al lado del tenor Carlos Mejía y la dirección de J.M. Acuña. En 1939 terminó sus estudios de composición. En ese año se estrenó su primer cuarteto para cuerdas catalogado como Op. 1. 
En 1940, recibió una mención honorífica por su poema sinfónico El gallo en Pátzcuaro, para orquesta y coro masculino, en un concurso convocado por la Universidad Nacional Autónoma de México.
En 1941 dirigió la presentación de Don Giovanni de Mozart en el teatro Arbeu, con la participación de los cantantes Ángel R. Esquivel (barítono), Carlos Mejía (tenor) y Margarita Cueto (soprano), entre otros. Esto la convirtió en la primera mujer directora de orquesta en México. En 1944 fundó la Escuela de ópera, con la que presentó en el Palacio de Bellas Artes en noviembre de ese mismo año bajo su dirección orquestal La serva padrona de Giovanni Battista Pergolesi, Bastien und Bastienne de Wolfgang Amadeus Mozart, y Il Matrimonio Segreto de Domenico Cimarosa.
En 1947 cantó en el Palacio de Bellas Artes el papel principal de La Cenerentola de Gioachino Rossini, bajo la batuta de Umberto Mugnai. En la sala Beethoven del Hotel Reforma presentó a la violinista Jeanne Court y a los cantantes Lorenzo Canno y Alfred Knopf. En años sucesivos presentó óperas completas con vestuario y escenografía en funciones privadas como parte de sus actividades de difusión operística. Entre ellas podemos mencionar el reestreno en México en 1962 de L'italiana in Algeri de Gioachino Rossini, donde ella interpretó el papel principal de Isabella bajo la batuta del Maestro Umberto Mugnai. Bajo su dirección orquestal y concertadora presentó entre otras, presentó también las óperas Il barbiere di Siviglia de Gioachino Rossini; Don Pasquale, L'elisir d'amore y Lucia di Lammermoor de Gaetano Donizetti, y La Traviata de Giuseppe Verdi.
De su numerosa producción como compositora sólo se estrenó una pequeña parte y el resto se mantiene inédita. Ninguna de sus ópera ha sido estrenada. Sofía Cancino de Cuevas murió en la Ciudad de México a los 85 años de edad, el 16 de diciembre de 1982.

## Principales obras
Sofía Cancino de Cuevas fue autora de poco menos de un centenar de piezas, entre obras para orquesta sinfónica, óperas, orquesta y coro, música de cámara, piano solo y piano y voz. La obra de Cancino permanece prácticamente inédita. En la actualdidad es catalogada por Alejandro Duprat. La tarea ha llevado al músico a pensar que Cancino puede ser la primera compositora mexicana en haber creado una sinfonía. Duprat también logró integrar una lista con las obras de Cancino que a pesar de estar registradas entre su obra, se encuentran extraviadas, entre ellas: un Concierto para piano y orquesta, la Segunda Sinfonía, y las óperas Michoacana y Promesa d´artista e parola di re. En la actualidad, las obras que permanecen en poder de la familia se encuentran en trámite de registro ante la Sociedad de Autores y Compositores de México. El objetivo principal es que alguna orquesta se interese en estrenar cualquiera de las creaciones de la compositora.

### Obras sinfónicas
- Primera Sinfonía
- Segunda Sinfonía en sol mayor
- Concierto para piano
- C'est la vie, poema sinfónico
- Un gallo en Pátzcuaro, poema sinfónico para orquesta y coro masculino. Recibió una mención honorífica en el concurso de composición convocado por la Universidad Nacional Autónoma de México en 1940

### Música de cámara
- un cuarteto para cuerdas, op. 1
- de su producción de música de cámara destaca su obra compuesta para piano, especialmente sus numerosas canciones de concierto para voz y piano basadas en poemas de diversos poetas contemporáneos suyos.

### Óperas
- Gil González de Ávila, ópera en quince escenas basada en el drama histórico homónimo de José Peón Contreras, compuesta en 1938
- Annette, ópera en un acto con libreto en francés de la compositora compuesta en 1945
- Michoacana, ópera, sin datos de fecha de composición
- Promesa d'artista e parola di re, ópera, sin datos de fecha de composición

## Reconocimientos
- Miembro de la Asociación de Universitarias Mexicanas en cuyo registro aparece como Maestra de Música, Compositora, Cantante y directora de orquesta
- Reconocimientos por parte de José Montes de Oca, Secretario General del Ateneo Musical Mexicano (29 de junio de 1939)
- En 1940, recibió una mención honorífica por su poema sinfónico El gallo en Pátzcuaro, para orquesta y coro masculino, en un concurso convocado por la Universidad Nacional Autónoma de México